# Boris Tjajkovskij
Boris Aleksandrovitj Tjajkovskij (ryska: Бори́с Алекса́ндрович Чайко́вский) född 10 september 1925 i Moskva, död där 6 februari 1996, var en rysk tonsättare och pianist.

## Biografi
Tjajkovskij, som inte har någon släktskap med sin namne Pjotr Tjajkovskij, studerade vid musikkonservatoriet i Moskva, där han tog examen 1949. Han uppmärksammades först i mitten av 1960-talet för flera betydande, främst instrumentala, verk. Han fick Sovjetunionens statliga pris 1969.

## Verk i urval
- Звезда (Stjärnan), opera 1949
- Symfoni nr 1 - 1947
- Symfoni nr 2 - 1967
- Symfoni nr 3 Севастопольская (Sevastopolsymfonin) - 1980
- Symfoni nr 4 för harpa och orkester - 1993
- Славянская рапсодия (Slavisk rapsodi) - 1951
- Sinfonietta för stråkorkester - 1953
- Violoncellkonsert - 1964
- Violinkonsert - 1969
- Konsert för ett piano och kammarorkester - 1971
- 6 stråkkvartetter, pianotrio och annan kammarmusik samt pianostycken.
- Film- och teatermusik